# FC Ostrava-Jih
Football Club Ostrava-Jih w skrócie FC Ostrava-Jih – czeski klub piłkarski, grający w I. B třída Moravskoslezského kraje - sk. B (VII poziom rozgrywkowy), mający siedzibę w mieście Ostrawa, w obwodzie Ostrava-Jih.

## Historia
Klub został założony w 1957 roku. W latach 1968–1970, 1973–1974, 1977–1978 i 1979–1980 występował w drugiej lidze czechosłowackiej. Po rozpadzie Czechosłowacji grał w Moravskoslezskej fotbalovej lidze (III poziom rozgrywkowy). W sezonie 1997/1998 klub wywalczył historyczny awans do drugiej ligi czeskiej. Grał w niej do końca sezonu 1999/2000.

## Historyczne nazwy
- 1957 – ZSJ Ocel NHKG Ostrava (Základní sportovní jednota Ocel Nová huť Klementa Gottwalda Ostrava)
- 1960 – TJ NHKG Ostrava (Tělovýchovná jednota Nová huť Klementa Gottwalda Ostrava)
- 1990 – FC NH Ostrava (Football Club Nová huť Ostrava)
- 2000 – FC NH Classic Ostrava (Football Club Nová huť Classic Ostrava)
- 2007 – FC Ostrava-Jih (Football Club Ostrava-Jih)